# Ferike Boros

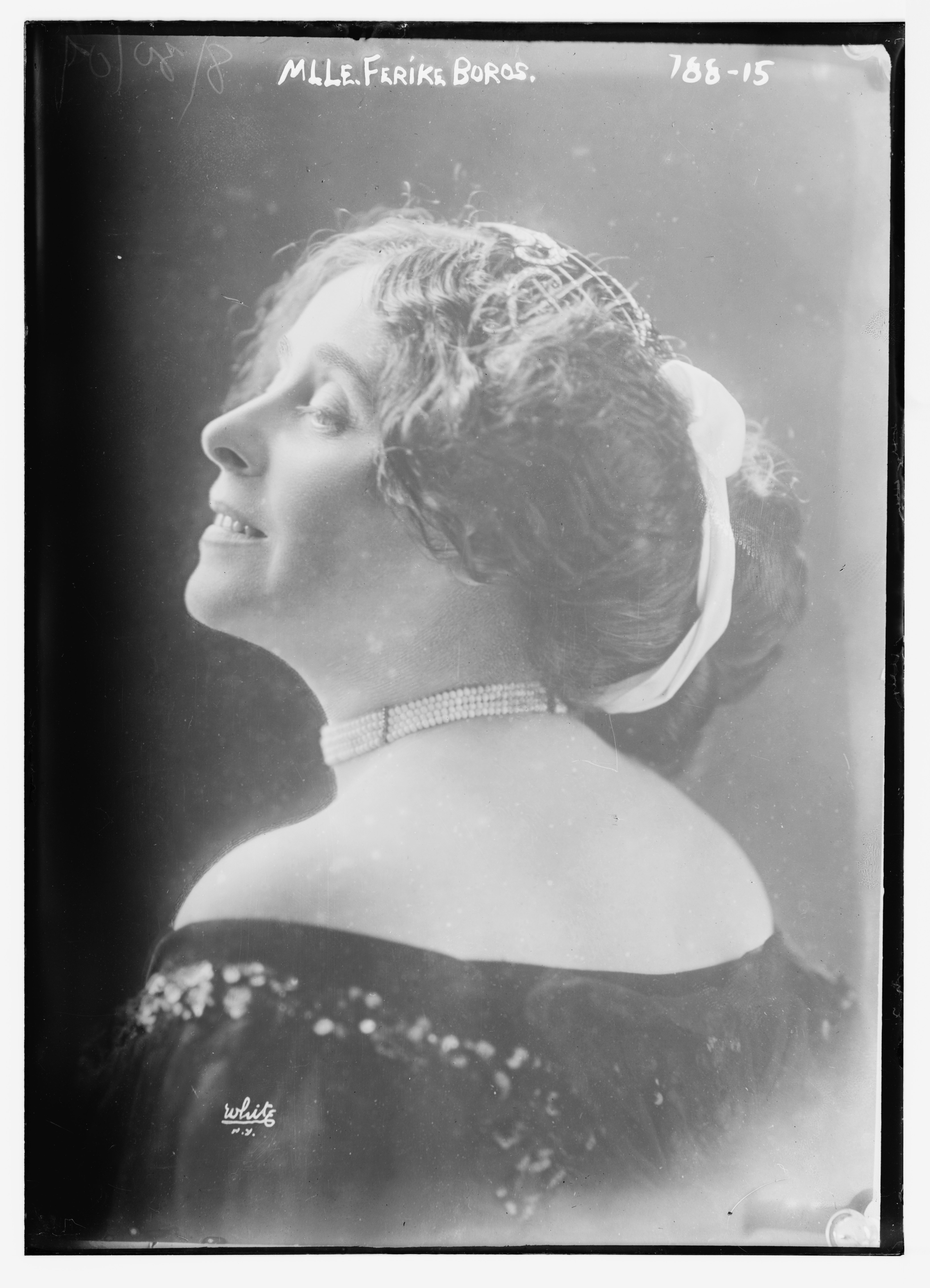
Ferike Boros

Ferike Boros (anhörenⓘ; * 2. August 1873 in Großwardein (heute Oradea), damaliges Österreich-Ungarn, heutiges Rumänien als Ferike Weinstock; † 16. Januar 1951 in Hollywood, Kalifornien) war eine ungarisch-US-amerikanische Schauspielerin.

## Leben und Karriere
Seit den frühen 1890er Jahren stand Boros in verschiedenen Theaterhäusern in Ungarn auf der Bühne. Sie wurde zu einer bekannten Schauspielerin und spielte unter anderem am Burgtheater in Budapest. Sie siedelte im Jahr 1903 nach London und schließlich Ende der 1900er Jahre in die Vereinigten Staaten über. Am New Yorker Broadway war sie zwischen 1911 und 1927 mehrfach zu sehen. Daneben trat sie in vielen Stücken mit Bertha Kalich, einer Legende des Jiddischen Theaters in den USA, gemeinsam auf.
Ende der 1920er Jahre zog Boros nach Hollywood und spielte dort viele matronenhafte Rollen – etwa Mütter, Großmütter, Tanten, Köchinnen und Haushälterinnen europäischer Herkunft. Im Filmklassiker Der kleine Caesar verkörperte sie 1931 die Mutter eines ermordeten Gangsters. Bis Mitte der 1930er Jahre war Boros eine erfolgreiche Nebendarstellerin, erlitt allerdings dann einen Sturz, nach dem sie für einige Zeit berufsunfähig machte. Auch wegen der Behandlungskosten musste sie einen großen Teil ihres Besitzes verkaufen, um sich über Wasser zu halten. Mit einem nur knapp einminütigen, aber dennoch von vielen Stimmen hervorgehobenen Auftritt als Vermieterin von Irene Dunne in Ruhelose Liebe schaffte sie 1939 ein Comeback. Es folgten substanzielle Nebenrollen in Komödien wie Die Findelmutter, Weihnachten im Juli und Es waren einmal Flitterwochen. Bis zu ihrem letzten Film Verlorenes Spiel (1949), in dem sie die Großmutter von Cyd Charisse spielte, war sie in insgesamt über 50 Kinoproduktionen zu sehen.

## Filmografie (Auswahl)
- 1918: Her Boy
- 1929: Junge Generation (The Younger Generation)
- 1931: Svengali
- 1931: Der kleine Cäsar (Little Caesar)
- 1931: Private Lives
- 1932: Flirt (Huddle)
- 1932: No Living Witness
- 1933: Rafter Romance
- 1934: Eight Girls in a Boat
- 1935: In blinder Wut (Black Fury)
- 1937: Kein Platz für Eltern (Make Way for Tomorrow)
- 1939: The Light That Failed
- 1939: Fifth Avenue Girl
- 1939: Ruhelose Liebe (Love Affair)
- 1939: Die Findelmutter (Bachelor Mother)
- 1940: Weihnachten im Juli (Christmas in July)
- 1940: Lillian Russell
- 1942: The Pied Piper
- 1942: Zeuge der Anklage (The Talk of the Town)
- 1942: Es waren einmal Flitterwochen (Once Upon a Honeymoon)
- 1943: Der Pilot und die Prinzessin (Princess O’Rourke)
- 1945: Die Liebe unseres Lebens (This Love of Ours)
- 1945: Ein Baum wächst in Brooklyn (A Tree Grows in Brooklyn)
- 1947: High Conquest
- 1949: Verlorenes Spiel (East Side, West Side)